# Langley (Virginia)
Langley ist ein Ort im gemeindefreien Gebiet des Fairfax County. Es ist Teil des Census-designated place McLean, Virginia.
Der Ort wurde 1910 mit Lewinsville zu McLean zusammengelegt, besitzt jedoch noch eine eigene High School. Heutzutage wird Langley als ein Vorort von Washington, D.C. betrachtet.
Bekannt ist der Ort als Sitz der CIA, des Auslandsgeheimdienstes der USA, weshalb der Name metonymisch für CIA gebraucht wird.
Ferner befindet sich in Langley das Turner-Fairbank Highway Research Center, ein Forschungsinstitut der US-Straßenverkehrsbehörde und die Claude Moore Colonial Farm, ein privat betriebener Landschaftspark der US-Nationalparkverwaltung.